# Laelia undulata
Laelia undulata là một loài lan native to Colombia, Trinidad và Venezuela.

## Hình ảnh

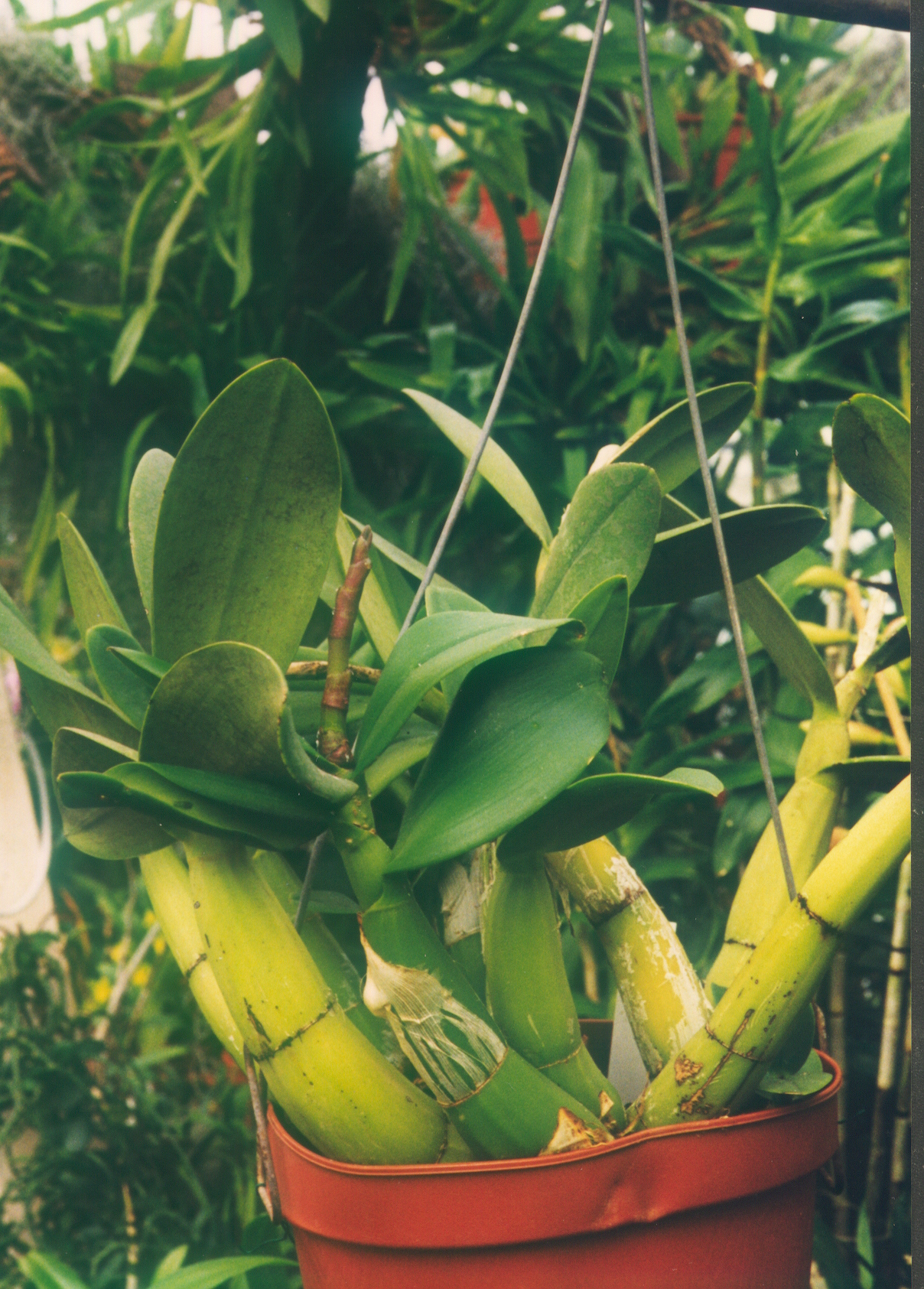
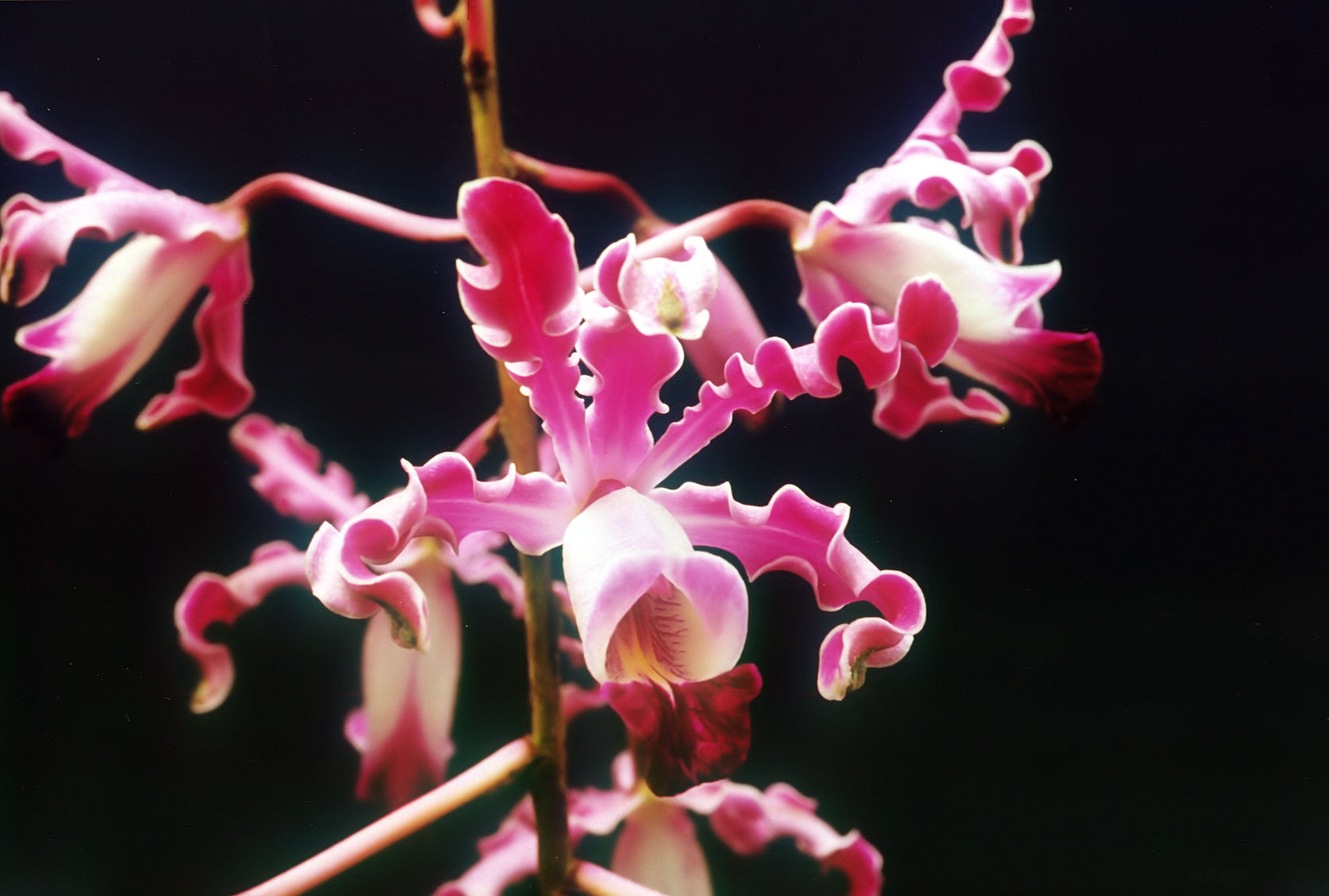
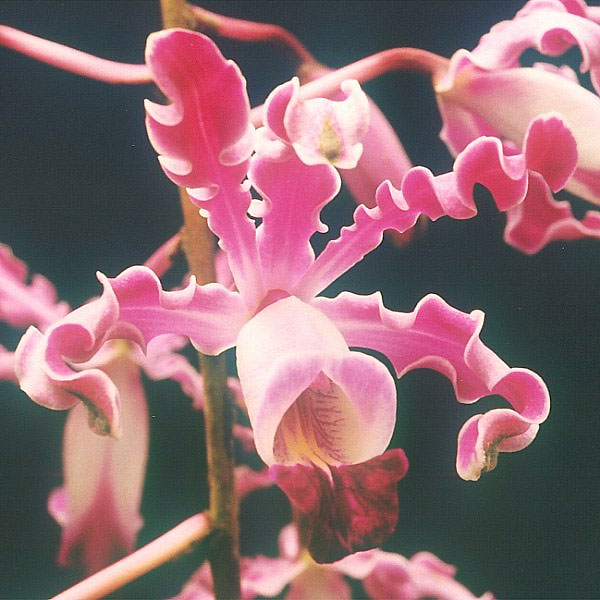